# RT America
RT America fue un canal de televisión por suscripción estadounidense de origen ruso, parte de RT, anteriormente conocido como Russia Today, que es una cadena de noticias de la televisión rusa financiada por el gobierno de ese país. La cadena fue fundada en 2005 como Russia Today, siendo propiedad de RIA Novosti. RT America se centraba en cubrir a Estados Unidos desde una perspectiva internacional y rusa. Con sede en Washington D. C., RT América también tenía estudios en Nueva York, Houston, Miami y Los Ángeles. Se accedía a través de cableoperadores.
Entre su programación se encontraba el programa de noticias financieras, Capital Account, conducido por Lauren Lyster, que trataba de un análisis de noticias de media hora diaria y un programa de debate, centrado en noticias económicas y financieras. Otros programas eran The Big Picture con Thom Hartmann, Dennis Miller + One con Dennis Miller, Keiser Report con Max Keiser, News with Ed Schultz (2016–2018) o Larry King Now con Larry King (2012-2020).
RT América era ofrecido a los proveedores de cable y satélite de los Estados Unidos. El canal también estaba disponible en línea a través de la página web de RT.
El 1 de marzo de 2022 la empresa de telecomunicaciones DirecTV expulsó a RT América de su catálogo de canales satelitales asestando un duro golpe financiero al canal como represalia por la invasión rusa de Ucrania. El 3 de marzo de 2022 RT América cesó sus transmisiones definitivamente y todo su personal fue despedido de manera permanente.

## Controversias
El 20 de enero de 2017, durante la asunción presidencial de Donald Trump, el corresponsal de RT América Alexánder Rubinstéin fue arrestado junto a un grupo de manifestantes anti-Trump, pese a presentar sus credenciales de periodista.
El 13 de noviembre de 2017, RT America fue registrada oficialmente como "agente extranjero" en el Departamento de Justicia de los Estados Unidos en virtud de la Ley de Registro de Agentes Extranjeros. De acuerdo con la ley, RT deberá divulgar información financiera.

## Programación
- The Big Picture (Thom Hartmann) 2010-2022
- The Resident (Lori Harfenist) 2010-2022
- Larry King Ahora 2013-2020
- Politiquería (Larry King) 2013-2022
- Busto Boom (Erin Ade) 2013-2022
- Redacted Tonight (Lee Camp) 2014-2022
- Viendo los Hawks (Tyrel Ventura, Tabetha Wallace y Sean Piedra) 2015-2022
- Noticias con Ed Schultz (Ed Schultz) 2016-2022

### Personalidades notables de noticias
- Thom Hartmann (2010-2022)
- Max Keiser (2009-2022)
- Larry King (2013-2022)
- Jesse Ventura (2015-2022)
- Tyrel Ventura (2014-2022)
- Sean Piedra (2015-2022)
- Ed Schultz (2016-2022)